# Krasnowola (rejon kamieński)
Krasnowola (ukr. Красноволя) – wieś na Ukrainie, w obwodzie wołyńskim w rejonie kamieńskim. Liczy 798 mieszkańców.
Do 2020 w rejonie maniewickim.